# Paulo Ferrari
Paulo Andrés Ferrari (Rosario, Santa Fe; Argentina, 4 de enero de 1982) es un exfutbolista y actual entrenador argentino. Se desempeñaba como lateral derecho. 

## Trayectoria

### Rosario Central
Surgió de las divisiones inferiores de Rosario Central, equipo con el cual debutó en primera a los 19 años en el año 2001. Rápidamente pudo afianzarse en el equipo titular, donde jugó como un carrilero.

### River Plate
En julio del 2005 se hace oficial la venta de Ferrari a River Plate. En ese club permaneció por 6 temporadas, disputando 223 partidos, marcando 15 goles y ganando el Torneo Clausura 2008. En 2008 estuvo a punto de convertirse en jugador del Sevilla y en 2009 rechazó una oferta del AEK Atenas. En 2011 fue parte del histórico descenso de River Plate a la Primera B Nacional.

### Vuelta a Rosario Central
Tras el descenso de River, volvió a Rosario Central, que por ese entonces también se desempeñaba en la segunda categoría, con el objetivo de devolverlo a la Primera División. En esa temporada, a pesar de haber sacado 69 puntos, Central terminó cuarto y no logró imponerse en la Promoción ante San Martín de San Juan, con lo cual no pudo ascender. En la temporada siguiente y con Miguel Ángel Russo como DT, Ferrari siempre fue titular, excepto por dos partidos en los que no pudo jugar por lesión. Finalizada la temporada logró ascender con Rosario Central a la máxima categoría del fútbol argentino, tras tres temporadas en la Primera B Nacional.
A principios de 2015, a punto de recuperarse de una rotura del tendón de Aquiles, tuvo la desgracia de pisar una piedra en su domicilio y se volvió a lesionar a falta de dos meses de poder estar disponible para jugar. En consecuencia permaneció fuera de las canchas durante otros seis meses. Ya recuperado, en la Campeonato de Primera División 2016 tuvo presencia como titular en cuatro partidos pero en la mitad de ellos terminó siendo sustituido a causa de su larga inactividad. Por la Copa Argentina 2015-16, si bien Rosario Central llegó a la final, Ferrari no pudo disputar ningún encuentro. En el segundo semestre del año tuvo mucho más participación, con 20 partidos en su haber, todos de ellos de titular. Por la Copa Libertadores disputó sólo un partido, en el cual tampoco completó los 90 minutos. En la siguiente temporada recuperó su lugar en el once titular, y finalizado el campeonato se retiró de la actividad futbolísitca el 16 de junio de 2018.

### De jugador a entrenador
El 23 de febrero de 2019, tras una nueva caída del Rosario Central en el campeonato, Edgardo Bauza deja la dirección del equipo, rol que es ofrecido a Ferrari, previamente coordinador de divisiones inferiores.

## Estadísticas

### Como jugador
Actualizado el 3 de mayo de 2018.
| Club                      | Div.             | Temporada        | Liga  | Liga  | Copas Nacionales(1) | Copas Nacionales(1) | Torneos Internacionales(2) | Torneos Internacionales(2) | Total | Total |
| Club                      | Div.             | Temporada        | Part. | Goles | Part.               | Goles               | Part.                      | Goles                      | Part. | Goles |
| ------------------------- | ---------------- | ---------------- | ----- | ----- | ------------------- | ------------------- | -------------------------- | -------------------------- | ----- | ----- |
| Rosario Central Argentina | 1.ª              | 2001-02          | 25    | 1     | -                   | -                   | -                          | -                          | 25    | 1     |
| Rosario Central Argentina | 1.ª              | 2002-03          | 37    | 6     | -                   | -                   | -                          | -                          | 37    | 6     |
| Rosario Central Argentina | 1.ª              | 2003-04          | 36    | 2     | -                   | -                   | 10                         | 0                          | 46    | 2     |
| Rosario Central Argentina | 1.ª              | 2004-05          | 36    | 3     | -                   | -                   | -                          | -                          | 36    | 3     |
| Rosario Central Argentina | 1.ª              | 2005-06          | 17    | 0     | -                   | -                   | 4                          | 0                          | 21    | 0     |
| Rosario Central Argentina | 2.ª              | 2011-12          | 38    | 1     | 4                   | 0                   | -                          | -                          | 42    | 1     |
| Rosario Central Argentina | 2.ª              | 2012-13          | 34    | 1     | 0                   | 0                   | -                          | -                          | 34    | 1     |
| Rosario Central Argentina | 1.ª              | 2013-14          | 37    | 3     | 0                   | 0                   | -                          | -                          | 37    | 3     |
| Rosario Central Argentina | 1.ª              | 2014             | 18    | 0     | 5                   | 0                   | 2                          | 0                          | 25    | 0     |
| Rosario Central Argentina | 1.ª              | 2015             | 1     | 0     | 1                   | 0                   | -                          | -                          | 2     | 0     |
| Rosario Central Argentina | 1.ª              | 2016             | 6     | 0     | -                   | -                   | 2                          | 0                          | 8     | 0     |
| Rosario Central Argentina | 1.ª              | 2016-17          | 21    | 0     | 1                   | 0                   | -                          | -                          | 22    | 0     |
| Rosario Central Argentina | 1.ª              | 2017-18          | 23    | 0     | 4                   | 0                   | -                          | -                          | 27    | 0     |
| Rosario Central Argentina | Total Central    | Total Central    | 329   | 17    | 15                  | 0                   | 18                         | 0                          | 362   | 17    |
| River Plate Argentina     | 1.ª              | 2005-06          | 15    | 0     | -                   | -                   | 9                          | 1                          | 24    | 1     |
| River Plate Argentina     | 1.ª              | 2006-07          | 35    | 4     | -                   | -                   | 8                          | 0                          | 43    | 4     |
| River Plate Argentina     | 1.ª              | 2007-08          | 32    | 1     | -                   | -                   | 12                         | 0                          | 44    | 1     |
| River Plate Argentina     | 1.ª              | 2008-09          | 34    | 0     | -                   | -                   | 8                          | 1                          | 42    | 1     |
| River Plate Argentina     | 1.ª              | 2009-10          | 32    | 4     | -                   | -                   | 1                          | 0                          | 33    | 4     |
| River Plate Argentina     | 1.ª              | 2010-11          | 37    | 4     | -                   | -                   | -                          | -                          | 37    | 4     |
| River Plate Argentina     | Total River      | Total River      | 185   | 13    | -                   | -                   | 38                         | 2                          | 223   | 15    |
| Total en carrera          | Total en carrera | Total en carrera | 514   | 30    | 15                  | 0                   | 56                         | 2                          | 585   | 32    |

### Estadísticas como entrenador
| Equipo                           | Div.                | Torneo                 | Estadísticas | Estadísticas | Estadísticas | Estadísticas | Estadísticas | Estadísticas | Estadísticas | Estadísticas |
| Equipo                           | Div.                | Torneo                 | PJ           | G            | E            | P            | GF           | GC           | DG           | Efectividad  |
| -------------------------------- | ------------------- | ---------------------- | ------------ | ------------ | ------------ | ------------ | ------------ | ------------ | ------------ | ------------ |
| Rosario Central Argentina        | 1.ª                 | Copa Argentina 2018-19 | 1            | 0            | 1            | 0            | 2            | 2            | 0            | 33.33%       |
| Rosario Central Argentina        | 1.ª                 | 2018-19                | 3            | 0            | 2            | 1            | 0            | 1            | -1           | 33.33%       |
| Rosario Central Argentina        | 1.ª                 | Libertadores 2019      | 2            | 0            | 1            | 1            | 2            | 3            | -1           | 16.67%       |
| Rosario Central Argentina        | Total en Central    | Total en Central       | 6            | 0            | 4            | 2            | 4            | 6            | -2           | 22.22%       |
| San Martín de San Juan Argentina | 2.ª                 | Transición PN 2020     | 9            | 4            | 4            | 1            | 7            | 5            | +2           | 59.26%       |
| San Martín de San Juan Argentina | 2.ª                 | Copa Argentina 2019-20 | 2            | 1            | 1            | 0            | 3            | 2            | +1           | 66.67%       |
| San Martín de San Juan Argentina | 2.ª                 | 2021                   | 13           | 3            | 4            | 6            | 16           | 18           | -2           | 33.33%       |
| San Martín de San Juan Argentina | Total en San Martin | Total en San Martin    | 24           | 8            | 9            | 7            | 26           | 25           | +1           | 45.83%       |
| Total en su Carrera              | Total en su Carrera | Total en su Carrera    | 30           | 8            | 13           | 9            | 30           | 31           | -1           | 41.11%       |

Actualizado el 22 de junio de 2021.

## Palmarés

### Campeonatos nacionales
| Título             | Club            | País      | Año    |
| ------------------ | --------------- | --------- | ------ |
| Primera División   | River Plate     | Argentina | C-2008 |
| Primera B Nacional | Rosario Central | Argentina | 2013   |